# 강력3반
"강력3반"(Never to Lose 네버 투 루즈[*])은 대한민국의 액션 영화이며, 2005년 9월말에 개봉되었다. 서울극장에 개봉되면서 관객 60만 기록을 세웠다.

## 줄거리
3초만 지켜봐도 범인을 알아보는 타고만 형사이지만, 사생활을 보장되는 않는다는 이유로 호시탐탐 그만 둘 기회만 엿보고 있는 초보 형사 김홍주(김민준), 범인을 보면 잡고 싶은 열망에 눈물까지 난다는 강력계 15년 차의 베테랑 형사이지만 최근 부쩍 심해진 건망증에 위축된 문봉수 형사(허준호), 죽어라 범인을 쫓지만 언제나 허탕만 하는 오재칠(김정태), 아기 만들 시간이 없어 마누라한테 맨날 구박만 받는 고 형사(남문철)와 이들을 이끄는 육 반장(장항선)이 강력3반이다. 여기에 '형사'가 되고싶은 어리버리한 교통형사 이해령(남상미)은 덤. 강도나 절도범 한 놈이면 채워지는 고과 점수가 모자라 그 흔한 회식 한번 못해본 '강력3반'은 늘 1반과 2반에 뒤쳐지는 만년 꼴찌 팀이다. 범인들은 갈수록 지능적이고, 수법은 나날이 최첨단으로 발전해가는데, 강력3반은 변변한 무기는커녕 몇 푼 안 되는 수사비마저 하루가 멀다 하고 깎이기 일수다. 범인을 잡겠다는 열정과 패기만큼은 누구에게도 뒤지지 않지만, 눈앞에 닥친 현실에 허덕이는 강력 3반에 돌아오는 건 언제나 무시와 비웃음뿐이다.

## 등장 인물

### 주인공
- 김민준 : 김홍주 역
- 허준호 : 문봉수 역 - 박실장(안내상)에게 흉기(칼)에 맞아 사망(하차)

### 조연
- 장항선 : 육 반장 역
- 남상미 : 이해령 역
- 윤태영 : 서태두 역 - 마지막에는 육반장(장항선 분)에게 걸려 그만 특공대원에게 걸려 경찰서에 가게 됨.
- 김정태 : 오재칠 역
- 안내상 : 박 실장 역
- 남문철 : 고 형사 역
- 윤지혜 : 김태희 역

### 단역
- 김태환 : 뿡쟁이 역
- 맹호림 : 형사계장 역
- 박준서 : 후레쉬 역

### 우정 출연
- 유해진 : 개스통 역 - 마약주사 맞고 죽음을 당함.(하차)
- 김응수 : 주진석 역

### 특별 출연
- 박상면 : 파출소장 역
- 장현성 : 배낭 맨 사내 역(홍주에게 걸려 살인 및 시체유기 혐의로 체포당해 경찰서에 가게 됨)
- 조성하 : 장 사장 역(서태두에게 칼을 받다 그만 태두에게 살해당함.)

## 스텝
- 감독 : 손희창
- 조감독 : 김진선
- 연출부 : 조은진, 차대섭, 짐종훈
- 기획 : 이관수
- 각본 : 기승태
- 시나리오 : 박정우
- 촬영 : 김용흥
- 조명 : 지길수
- 미술 : 김기철, 이승한
- 스틸 : 김종선
- 음악 : 김장원